# Седем мъдреци на Гърция
Седем гръцки мъдреци (на старогръцки: οἱ ἑπτὰ σοφοί, ок. 620 – 550 пр. Хр.) според класическата гръцка традиция са държавници, законодатели и философи от Архаичната епоха в Древна Гърция. Числото 7 има символично значение, а първото им изброяване прави Платон в диалога „Протагор“. В по-късно време Диоген Лаерций привежда алтернативи и коментари.
Седемте мъдреци били познати със своята практическа мъдрост и афоризми. Според установената традиция, те се събирали в Делфи, за да подарят мъдростите си на Аполон. Това е времето, когато се поставя началото на философията, науката и литературната проза .
Най-старият списък на седем мъдреци изглежда е съставен от Платон, но различните източници дават различни сведения. Платон дава следния списък: Талес от Милет, Питак от Митилена, Периандър от Коринт, Клеобул от Линдос, Биас (Биант) от Приена, Хилом (Хилон) от Лакедемон и Солон от Атина. Други философи, включвани в списъка, са Анахарсис, Мисон, Епименид и Ферекид.